# Hamilton County, New York
Hamilton County är ett administrativt område i delstaten New York, USA, med 4 836 invånare. Den administrativa huvudorten (county seat) är Lake Pleasant. 

## Geografi
Enligt United States Census Bureau har countyt en total area på 4 682 km². 4 456 km² av den arean är land och 226 km² är vatten. 

### Angränsande countyn
- Franklin County, New York- nordost
- Essex County, New York - nordost
- Warren County, New York- öst
- Saratoga County, New York - sydost
- Fulton County, New York - syd
- Herkimer County, New York - väst
- St. Lawrence County, New York - nordväst